# Alina Stremous
Alina Stremous (n. 11 iulie 1995, Kotelnikovo⁠(d), Regiunea Volgograd, Rusia) este o biatlonistă moldoveană de origine rusă.

## Carieră
Alina Stremous este din Federația Rusă, loc în care și-a început cariera în  biatlon. Aceasta a avut puține șanse să ajungă în lotul național rus și a decis să se alăture selecționatei Moldovei. În luna februarie a anului 2020, aceasta a primit cetățenia Republicii Moldova, împreună cu Pavel Magazeev și Andrei Usov, biatloniști la rândul lor.
La Campionatul European din 2020 de la Minsk a luat pentru prima oară startul sub drapelul Moldovei. În 2021, ea a participat la Campionatul European de la Duszniki-Zdrój și la Campionatul Mondial de la Pokljuka. La Campionatul European din 2022 de la Arber a cucerit medalia de aur la cursa de urmărire, medalia de argint la 15 km și locul 4 la sprint de 7,5 km. Astfel Alina Stremous a devinit cea mai titrată biatlonistă din Republica Moldova, devansând-o pe Natalia Levcencova. Apoi a participat la Jocurile Olimpice de la Beijing unde a obținut locul 10 la sprint de 7,5 km și locul 16 la urmărire.